# محطة حيدر باشا

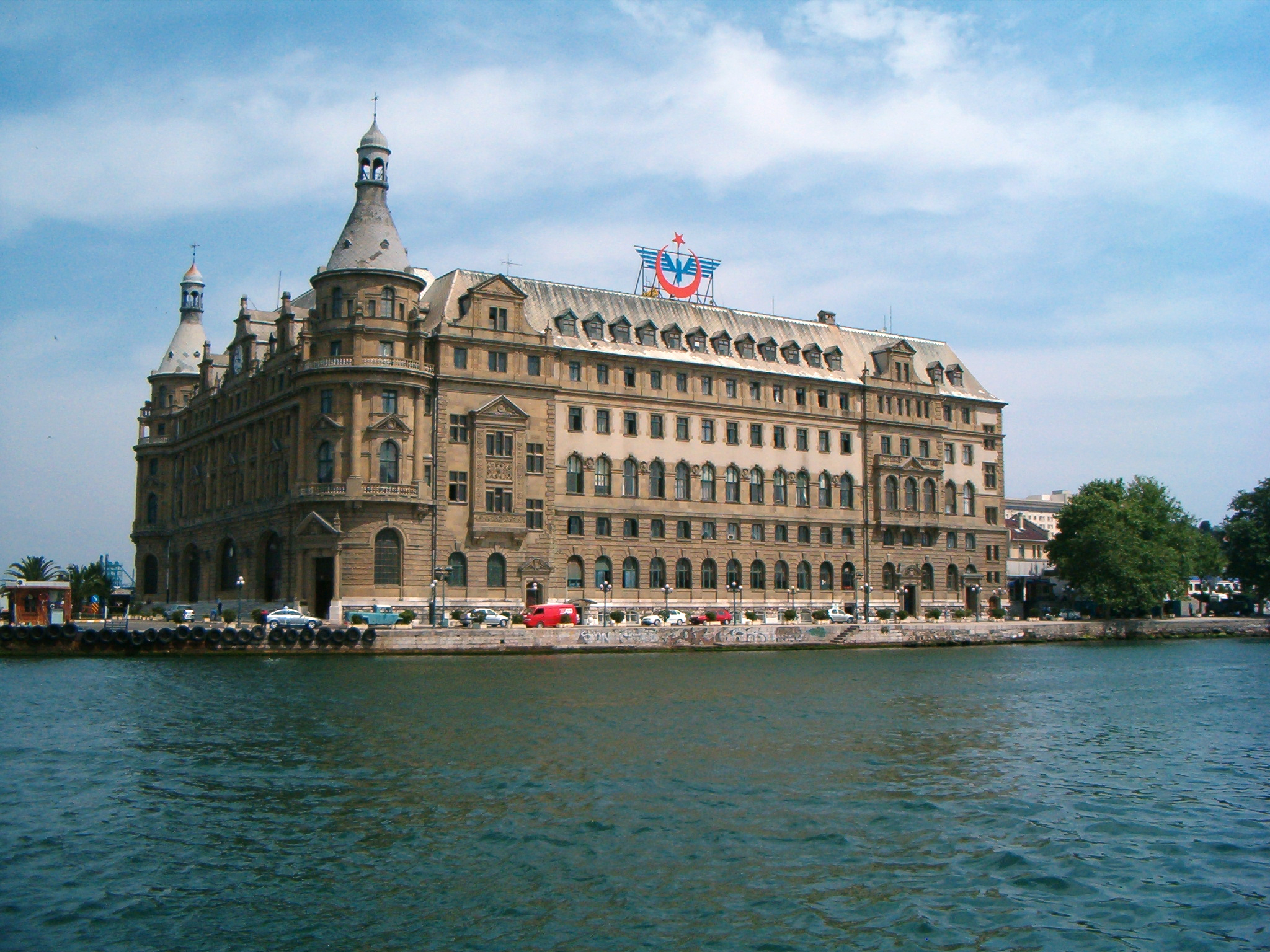
محطة حيدر باشا في إسطنبول

محطة حيدر باشا للقطارات في إسطنبول،تركيا (تركية:Istanbul Haydarpaşa) هي المحطة الرئيسية لشركة سكك حديد لجمهورية التركية (TCDD) تقع في القسم الآسيوي من إسطنبول وقد تم إنشاؤها كمحطة رئيسية على خط سكك الحجاز في العام 1872م خلال الحقبة العثمانية. يم تسيير رحلات دولية ومحلية من المحطة.